# ケイマンブラック
ケイマンブラック島（英語: Cayman Brac）はカリブ海のイギリス領ケイマン諸島を構成する島のひとつ。グランドケイマン島から北東145Kmに位置する。
サンゴ礁の面積36.26km2の小島で洞窟が無数に存在する。人口は2010年時点で2,098人。ウェストエンドが島最大の町である。島民は自分達の事をブラッカーズ（Brackers）と呼んでいる。付近のリトルケイマン島はシスター（妹）の島と呼ばれている。
島唯一の空港、ジェラルド・スミス空港があり、グランドケイマン島のオーエン・ロバーツ国際空港が唯一の便である。
1503年クリストファー・コロンブスによりリトルケイマン島と共に発見された。無人島で、亀が居た事から亀を意味するロス・トートゥガスと呼ばれていた。しかし、後に島にある約42mの断崖ブラフ（Bluff）のゲール語読みでブラチ（Brac）から島はケイマンブラチと呼ばれる様になり、それが現在のケイマンブラックに繋がっている。島の最初の住民は海賊や難破船の船員や逃亡奴隷の黒人で、島の本格的な入植は1833年グランドケイマン島のイギリス人の亀などを捕獲している漁師で、グランドケイマン島からブラックケイマン島に移り住んだ。それらの島に移り住んだ漁師らはジャマイカとキューバの間で、ココナッツや亀の甲羅などを輸出して生活をしていた。1932年に大型ハリケーンが襲来した時、島民は洞窟に避難して助かったが、波で家は流され、死者も出るなど被害をもたらし、人口も1,200人維持していたが激減してしまった。また観光客が訪れる前の1960年代までは島には電気は通っていなかった。
島の南西部の海岸で、単独無寄港世界一周レース参加中に大西洋上で消息を絶ったドナルド・クローハーストがレースで使用していたヨット、テインマス・エレクトロンが打ち捨てられた状態で放置されている。